# وانگ-هی-کیونگ
وانگ-هی-کیونگ (انگلیسی: Wang Hee-kyung؛ زادهٔ ۱۶ ژوئیهٔ ۱۹۷۰) کماندار اهل کره جنوبی است.